# Lülsfeld
Lülsfeld település Németországban, azon belül Bajorországban. Lakosainak száma 826 fő (2023. december 31.).

## Népesség
A település népessége az elmúlt években az alábbi módon változott:
| Lakosok száma | 323  | 655  | 423  | 819  | 814  | 811  | 777  | 817  | 852  | 826  |
|               | 1875 | 1950 | 1975 | 1987 | 2012 | 2014 | 2016 | 2017 | 2021 | 2023 |